# Rally Cataluña de 2016
El Rally Cataluña de 2016, oficialmente 52. RallyRACC Catalunya - Costa Daurada, fue la quincuagésima segunda edición y la decimoprimera ronda de la temporada 2016 del Campeonato Mundial de Rally. Se celebró del 13 al 16 de octubre y contó con un itinerario de 19 tramos sobre tierra y asfalto que sumaron un total de 321.08 km cronometrados. Fue también la decimoprimera ronda de los campeonatos WRC 2 y WRC 3.
Sébastien Ogier se quedó con la victoria con un tiempo de 3:13:03.6 dejando por detrás a Sordo a 15.6s y a Neuville a más de un minuto.

## Itinerario
| Día   | Tramo | Nombre                          | Distancia | Ganador de la etapa | Coche                 | Tiempo  | Líder de la general |
| ----- | ----- | ------------------------------- | --------- | ------------------- | --------------------- | ------- | ------------------- |
| Día 1 | SS1   | Barcelona (Asfalto)             | 3.20 km   | Ott Tänak           | Ford Fiesta RS WRC    | 3:47.6  | Ott Tänak           |
| Día 1 | SS2   | Caseres 1 (Tierra)              | 12.50 km  | Thierry Neuville    | Hyundai i20 WRC       | 7:39.9  | Thierry Neuville    |
| Día 1 | SS3   | Bot 1 (Tierra)                  | 6.50 km   | Jari-Matti Latvala  | Volkswagen Polo R WRC | 4:12.0  | Sébastien Ogier     |
| Día 1 | SS4   | Terra Alta 1 (Tierra y Asfalto) | 38.95 km  | Jari-Matti Latvala  | Volkswagen Polo R WRC | 25:48.7 | Sébastien Ogier     |
| Día 1 | SS5   | Caseres 2 (Tierra)              | 12.50 km  | Dani Sordo          | Hyundai i20 WRC       | 7:57.3  | Dani Sordo          |
| Día 1 | SS6   | Bot 2 (Tierra)                  | 6.50 km   | Dani Sordo          | Hyundai i20 WRC       | 4:06.0  | Dani Sordo          |
| Día 1 | SS7   | Terra Alta 2 (Tierra y Asfalto) | 38.95 km  | Kris Meeke          | Citroën DS3 WRC       | 24:50.1 | Dani Sordo          |
| Día 2 | SS8   | Vilaplana (Asfalto)             | 6.28 km   | Jari-Matti Latvala  | Volkswagen Polo R WRC | 4:03.4  | Dani Sordo          |
| Día 2 | SS9   | Alcover-Capafonts 1 (Asfalto)   | 19.93 km  | Jari-Matti Latvala  | Volkswagen Polo R WRC | 11:05.9 | Dani Sordo          |
| Día 2 | SS10  | Querol 1 (Asfalto)              | 21.26 km  | Sébastien Ogier     | Volkswagen Polo R WRC | 11:12.9 | Dani Sordo          |
| Día 2 | SS11  | El Montmell 1 (Asfalto)         | 24.14 km  | Sébastien Ogier     | Volkswagen Polo R WRC | 12:27.3 | Dani Sordo          |
| Día 2 | SS12  | Alcover-Capafonts 2 (Asfalto)   | 19.93 km  | Sébastien Ogier     | Volkswagen Polo R WRC | 11:02.0 | Dani Sordo          |
| Día 2 | SS13  | Querol 2 (Asfalto)              | 21.26 km  | Sébastien Ogier     | Volkswagen Polo R WRC | 11:14.3 | Dani Sordo          |
| Día 2 | SS14  | El Montmell 2 (Asfalto)         | 24.14 km  | Sébastien Ogier     | Volkswagen Polo R WRC | 12:29.3 | Sébastien Ogier     |
| Día 2 | SS15  | Salou (Asfalto)                 | 2.24 km   | Kris Meeke          | Citroën DS3 WRC       | 2:33.0  | Sébastien Ogier     |
| Día 3 | SS16  | Pratdip 1 (Asfalto)             | 19.30 km  | Sébastien Ogier     | Volkswagen Polo R WRC | 10:58.3 | Sébastien Ogier     |
| Día 3 | SS17  | Duesaigües 1 (Asfalto)          | 12.10 km  | Jari-Matti Latvala  | Volkswagen Polo R WRC | 8:00.4  | Sébastien Ogier     |
| Día 3 | SS18  | Pratdip 2 (Asfalto)             | 19.30 km  | Jari-Matti Latvala  | Volkswagen Polo R WRC | 10:53.1 | Sébastien Ogier     |
| Día 3 | SS19  | Duesaigües 2 (Asfalto) (PS)     | 12.10 km  | Jari-Matti Latvala  | Volkswagen Polo R WRC | 7:55.8  | Sébastien Ogier     |

### Power Stage
El power stage al igual que en las anteriores carreras fue la última etapa del rally y tuvo un recorrido total de 12.10 km.
| Pos | Piloto             | Coche                 | Tiempo | Dif. | Pts |
| --- | ------------------ | --------------------- | ------ | ---- | --- |
| 1   | Jari-Matti Latvala | Volkswagen Polo R WRC | 7:55.8 | 0.0  | 3   |
| 2   | Sébastien Ogier    | Volkswagen Polo R WRC | 7:57.4 | +1.6 | 2   |
| 3   | Dani Sordo         | Hyundai i20 WRC       | 7:59.0 | +3.2 | 1   |

## Clasificación final
| Pos. | No. | Piloto             | Copiloto           | Equipo                           | Automóvil             | Tiempo    | Diferencia | Puntos |     |
| WRC  | WRC | WRC                | WRC                | WRC                              | WRC                   | WRC       | WRC        | WRC    | WRC |
| ---- | --- | ------------------ | ------------------ | -------------------------------- | --------------------- | --------- | ---------- | ------ | --- |
| 1.   | 1   | Sébastien Ogier    | Julien Ingrassia   | Volkswagen Motorsport            | Volkswagen Polo R WRC | 3:13:03.6 | 0.0        | 27     |     |
| 2.   | 4   | Dani Sordo         | Marc Martí         | Hyundai Motorsport               | Hyundai i20 WRC       | 3:13:19.2 | +15.6      | 19     |     |
| 3.   | 3   | Thierry Neuville   | Nicolas Gilsoul    | Hyundai Motorsport               | Hyundai i20 WRC       | 3:14:18.6 | +1:15.0    | 15     |     |
| 4.   | 20  | Hayden Paddon      | John Kennard       | Hyundai Motorsport N             | Hyundai i20 WRC       | 3:14:31.4 | +1:27.8    | 12     |     |
| 5.   | 5   | Mads Østberg       | Ola Fløene         | M-Sport World Rally Team         | Ford Fiesta RS WRC    | 3:16:28.0 | +3:24.4    | 10     |     |
| 6.   | 12  | Ott Tänak          | Raigo Mõlder       | DMACK World Rally Team           | Ford Fiesta RS WRC    | 3:18:28.5 | +5:24.9    | 8      |     |
| 7.   | 10  | Kevin Abbring      | Sebastian Marshall | Hyundai Motorsport N             | Hyundai i20 WRC       | 3:20:34.9 | +7:31.3    | 6      |     |
| 8.   | 34  | Jan Kopecký        | Pavel Dresler      | Škoda Motorsport                 | Škoda Fabia R5        | 3:22:08.7 | +9:05.1    | 4      |     |
| 9.   | 33  | Pontus Tidemand    | Jonas Andersson    | Škoda Motorsport                 | Škoda Fabia R5        | 3:22:24.0 | +9:20.4    | 2      |     |
| 10.  | 8   | Craig Breen        | Scott Martin       | Abu Dhabi Total World Rally Team | Citroën DS3 WRC       | 3:23:00.7 | +9:57.1    | 1      |     |
| 14.  | 2   | Jari-Matti Latvala | Miikka Anttila     | Volkswagen Motorsport            | Volkswagen Polo R WRC | 3:34:38.0 | +21:34.4   | 3      |     |